# Susan Rice
Susan Elizabeth Rice (ur. 17 listopada 1964 w Waszyngtonie) – amerykańska dyplomatka, polityczka, ambasador Stanów Zjednoczonych przy ONZ (w latach 2009–2013), doradca ds. bezpieczeństwa narodowego (w latach 2013–2017), dyrektor Rady Polityki Wewnętrznej (od 2021 roku).

## Życiorys

### Młodość i edukacja
Susan Rice urodziła się 17 listopada 1964 w Waszyngtonie jako córka naukowczyni Lois Rice, a także ekonomisty oraz członka Rady Gubernatorów Systemu Rezerwy Federalnych Emmetta J. Rice’a. Gdy Rice była w wieku 10 lat, jej rodzice się rozwiedli. W latach 1990–1992 pracowała w biurze McKinsey & Company. W 1986 jako członkini bractwa Phi Beta Kappa zdobyła  stopień bachelor’s degree na Uniwersytecie Stanforda, w 1988 roku zdobyła stopień magistra i w 1990 doktora (Doctor of Philosophy) na kolegium New College Uniwersytetu Oksfordzkiego. 

### Kariera dyplomatyczna i polityczna
W latach 1993–1997 pracowała w Radzie Bezpieczeństwa Narodowego. W latach 1995–1997 była specjalną asystentką Billa Clintona. Od 1997 roku do 2001 roku była zastępczynią sekretarza stanu ds. Afryki. W latach 2002–2009 pełniła funkcję starszej pracowniczki naukowej w Brookings Institution. Pracowała jako starsza doradczyni Baracka Obamy ds. polityki zagranicznej podczas jego kampanii prezydenckiej w 2008 roku.
W latach 2009–2013 pełniła funkcję ambasadora Stanów Zjednoczonych przy ONZ. Jako stała przedstawicielka Stanów Zjednoczonych przy ONZ pracowała na rzecz ochrony praw człowieka i uniwersalnych wartości, a także wzmocnienia bezpieczeństwa na świecie. Popierała zaostrzenie sankcji ONZ wobec Korei Północnej i Iranu, interwencje w Libii i na Wybrzeżu Kości Słoniowej, przeprowadzenie referendum niepodległościowego w Sudanie Południowym, misje pokojowe Organizacji Narodów Zjednoczonych w Iraku i w Afganistanie i reformę Rady Praw Człowieka ONZ. 
W lipcu 2013 roku została doradcą ds. bezpieczeństwa narodowego prezydenta Baracka Obamy. Przestała pełnić tę funkcję 20 stycznia 2017, w dniu zaprzysiężenia Donalda Trumpa.
W 2020 roku była wymieniana przez media jako jedna z osób, którym Joe Biden może zaproponować nominację Partii Demokratycznej na stanowisko wiceprezydenta. 20 stycznia 2021, w gabinecie Joego Bidena została dyrektorem Rady Polityki Wewnętrznej.